# Nicolaie Țaga
Nicolaie Țaga, romunski veslač, * 12. april 1967, Avrămeşti.
Nicolaie (v nekaterih virih tudi Neculai) Țaga je za Romunijo nastopil na Poletnih olimpijskih igrah 1992 v Barceloni in na Poletnih olimpijskih igrah 1996 v Atlanti.
V Barceloni je v četvercu s krmarjem osvojil zlato, v dvojcu s krmarjem pa bronasto medaljo.
Na igrah v Atlanti je bil član romunskega osmerca, ki je tam osvojil sedmo mesto.